# Hippeastrum damazianum
Hippeastrum damazianum är en amaryllisväxtart som beskrevs av Gustave Beauverd. Hippeastrum damazianum ingår i släktet amaryllisar, och familjen amaryllisväxter. Inga underarter finns listade i Catalogue of Life.